# Zlatá
Zlatá település Csehországban, a Kelet-prágai járásban. Zlatá Škvorec, Sluštice és Dobročovice településekkel határos. Lakosainak száma 428 fő (2024. január 1.).

## Népesség
A település lakosságának változását az alábbi diagram mutatja:
| Lakosok száma | 108  | 117  | 141  | 115  | 84   | 77   | 309  | 338  | 390  | 428  |
|               | 1869 | 1890 | 1921 | 1950 | 1980 | 2001 | 2017 | 2019 | 2022 | 2024 |